# Малі Феськи
Малі Феськи — селище в Україні, у Золочівській селищній громаді Богодухівського району Харківської області. Населення становить 1003 осіб.

## Географія
Селище Малі Феськи розміщене за 2 км від Рогозянського водосховища (лівий берег), примикає до сіл Маяк і Феськи, на відстані 1,5 км розташовані залізничні станції Рогозянка і Феськи. 1998 року до Малих Феськів приєднане село Кантемири.

## Історія
12 червня 2020 року, розпорядженням Кабінету Міністрів України № 725-р «Про визначення адміністративних центрів та затвердження територій територіальних громад Харківської області», увійшло до складу Золочівської селищної громади.
19 липня 2020 року, в результаті адміністративно-територіальної реформи та ліквідації Золочівського району, село увійшло до складу Богодухівського району.

## Урбаноніми
| Назва урбаноніма   | Короткі відомості про урбанонім | Координати (початок-кінець) | Зображення |
| ------------------ | ------------------------------- | --------------------------- | ---------- |
| вулиця Тваринників |                                 |                             |            |
| вулиця Центральна  |                                 |                             |            |